# RALYL
RALYL‏ (RALY RNA binding protein like) هوَ بروتين يُشَفر بواسطة جين RALYL في الإنسان.